# Pedro Rodil
Pedro Diogo Pereira Rodil (Colares, 4 de janeiro de 1989) é um actor português.

## Filmografia

### Televisão
| Ano     | Título               | Personagem          | Nota(s)               | Ref.        |
| ------- | -------------------- | ------------------- | --------------------- | ----------- |
| 2008-09 | Morangos com Açúcar  | Rodrigo Figueiredo  | 6.ª série             | [ 1 ] [ 2 ] |
| 2010    | Destino Imortal      | Tosso               |                       | [ 3 ]       |
| 2011    | Mar de Paixão        | Miguel (jovem)      |                       | [ 4 ]       |
| 2012    | Dancin' Days         |                     | Participação especial | [ 3 ]       |
| 2013    | Bem-Vindos a Beirais | Bombeiro            |                       | [ 3 ]       |
| 2013    | Destinos Cruzados    | Apolo               |                       | [ 3 ]       |
| 2014    | O Beijo do Escorpião | Kiko                |                       | [ 4 ] [ 5 ] |
| 2014    | Água de Mar          | Lourenço            |                       | [ 5 ]       |
| 2017    | O Sábio              | Gil                 |                       | [ 3 ]       |
| 2017    | Vidas Opostas        | Paulo               | Participação especial |             |
| 2019    | Alguém Perdeu        | Luís Carlos Brandão |                       | [ 4 ] [ 6 ] |
| 2019    | Terra Brava          |                     |                       | [ 7 ]       |